# Raoul de Boigne
Marie Joseph "Raoul", comte Raoul de Boigne, né le 25 décembre 1862 à Genève et mort le 19 mai 1949 à Ouveillan, est un militaire et tireur sportif français. Il est issu de la famille de Boigne.

## Biographie
D'origine savoyarde (de Chambéry), Raoul de Boigne descend du général Benoît Le Borgne, comte de Boigne (1751-1830), bienfaiteur de la ville de Chambéry. Il est le fils d'Octave de Boigne et de Valérie de Suffren. Il épouse Jeanne du Pouget de Nadaillac, fille du général Sigismond du Pouget de Nadaillac (1846-1928) et petite-fille de Jean-François-Albert du Pouget de Nadaillac et du duc Jacquelin de Maillé de La Tour-Landry.
Colonel de l'armée française, il termine sa carrière dans la Maison Hotchkiss. Il fut chef d'escadron d'artillerie avant le premier conflit mondial.
Sa première apparition lors d'un concours de tir a lieu en 1900, à Satory. En 1901, il conquiert le titre de Maître-tireur à l'arme nationale et au révolver, à la 1re Fête annuelle de tir à Rennes (vainqueur alors également des concours au fusil de guerre, et à l'arme libre). Il participe aussi au concours de Rouen en 1902, en tant que Maître-tireur à l'arme nationale. Il gagne alors le Prix d'honneur à l'arme libre, et le Prix d'honneur partagé au fusil de guerre. Toujours en 1902, il est 3e Prix à l'arme libre du concours international de Rome, et il sort vainqueur du championnat au fusil de la Fédération de l'Ouest. Il devient alors titulaire du Brevet d'Excellence de l'Union. En 1904, il obtient la médaille d'or de l'Union comme premier tireur-élite au tir au fusil, l'arme où il excelle. En 1905, il est Champion de la Fédération de l'Ouest du tir au révolver d'ordonnance, et au fusil.
En septembre 1905, il devient champion de France du tir au révolver d'ordonnance, à Maisons-Laffitte (259 pts sur 300).
Raoul de Boigne participe aux épreuves de tir aux Jeux olympiques intercalaires de 1906 qui se déroulent à Athènes alors qu'il est encore capitaine et qu'il commande la 13e batterie à cheval du 10e régiment d'artillerie à Rennes. Il y remporte une médaille d'argent (pistolet militaire 25 mètres -modèle 1873-) et deux médailles de bronze (carabine militaire à 300 mètres, et carabine libre par équipes).
Aux Jeux olympiques de 1908 se tenant à Londres, il remporte notamment la médaille de bronze dans l'épreuve de rifle libre, à trois positions à 300 mètres par équipes.
Par contre il ne remporte aucune médaille aux Jeux olympiques de 1912, se déroulant à Stockholm.
Raoul de Boigne, de plus, élabore au milieu des années 1900 un appareil de visée verticale, gradué de 400 à 1 000 mètres, validé par le ministère de la guerre.[réf. nécessaire]

## Distinction
- Officier de la Légion d'Honneur en janvier 1918[3].